# Лі Джексон (композитор)
Лі Джексон (англ. Lee Jackson; нар. 19 листопада 1963) — був музичним та звукорежисером у компанії Apogee Software Ltd./3D Realms з 1996 по 2002 рік. Найбільш відомий як автор музики до гри Duke Nukem 3D, зокрема головної музичної теми гри — треку «Grabbag». Разом з Робертом Принцом він створив більшість інструментальних композицій до гри, а також створив усі нові треки для Atomic Edition версії гри. Він був головним композитором гри Shadow Warrior та брав участь у розробці багатьох ігор компанії Apogee Software Ltd..
Популярність треку «Grabbag» призвела до появи великої кількості реміксів, як любительських так і професіональних, зокрема офіційно санкціонованого студійного запису треку у виконанні гурту Megadeth.

## Брав участь у розробці
- Duke Nukem Forever
- Duke Nukem Advance
- Duke Nukem: Planet of the Babes
- Duke Nukem: Time to Kill
- Duke Nukem: Zero Hour
- Duke Nukem 64
- Shadow Warrior
- Balls of Steel
- Stargunner
- Duke Nukem 3D
- Rise of the Triad